# Herald Provincial Park
Der Herald Provincial Park ist ein 79 Hektar großer Provincial Park in der kanadischen Provinz British Columbia. Er liegt am Ufer des Shuswap Lake und etwa 14 Kilometer östlich der kleinen Gemeinde Tappen bei Salmon Arm. Die Zugangsstraße geht in Tappen vom Highway 1 ab. Der Park liegt im Columbia-Shuswap Regional District. Bei dem Park handelt es sich um ein Schutzgebiet der IUCN-Kategorie II (Nationalpark).

## Geographie
Der kleine Park liegt unmittelbar am Ufer des Shuswap Lake auf dem Interior Plateau. Der Campingbereich des Parks gliedert sich in drei Teilanlagen. Der Park wird vom Reinecker Creek durchflossen. Dieser trennt dabei zwei der Campingbereiche vom dritten Campingbereich und dem Picknickbereich. Bevor der Bach jedoch diesen Bereich durchfließt, hat er den Upper Canyon durchflossen und ist in zwei Stufen die Margaret Falls etwa 27 Meter tief hinabgestürzt.
Die Campingbereiche sind unterschiedlich dicht mit Bäumen bestanden. Während einer der drei Teilbereich vollkommen ohne Bäume ist, wachsen im zweiten Bereich teilweise Schattenspendenden Bäumen und der letzte Bereich ist dann dicht mit Bäumen bewaldet. Auch der Picknickbereich teilt sich in Bereiche mit dichter und Bereiche mit wenig bis gar keiner Bewaldung.

## Geschichte
Der Name des Margaret Falls soll sich dabei auf den Namen der ersten weißen Frau beziehen, die den Wasserfall besucht hat. Nachweise dafür gibt es jedoch nicht. Nachweislich befand sich jedoch ab dem Jahr 1905 auf dem Gebiet des Parks eine Farm, die einem Herrn Dr. Dundas und einer Frau Edith Herald gehörte. Der kleine Park wurde dann im Jahr 1975 eingerichtet und sollte im Laufe der Jahre noch weitere Änderungen hinsichtlich seiner Rechtsform und Größe erfahren.
Wie bei fast allen Provinzparks in British Columbia gilt auch für diesen, dass er lange bevor die Gegend von Einwanderern besiedelt oder sie Teil eines Parks wurde, Jagd- und Fischereigebiet verschiedener Stämme der First Nations war.

## Flora und Fauna

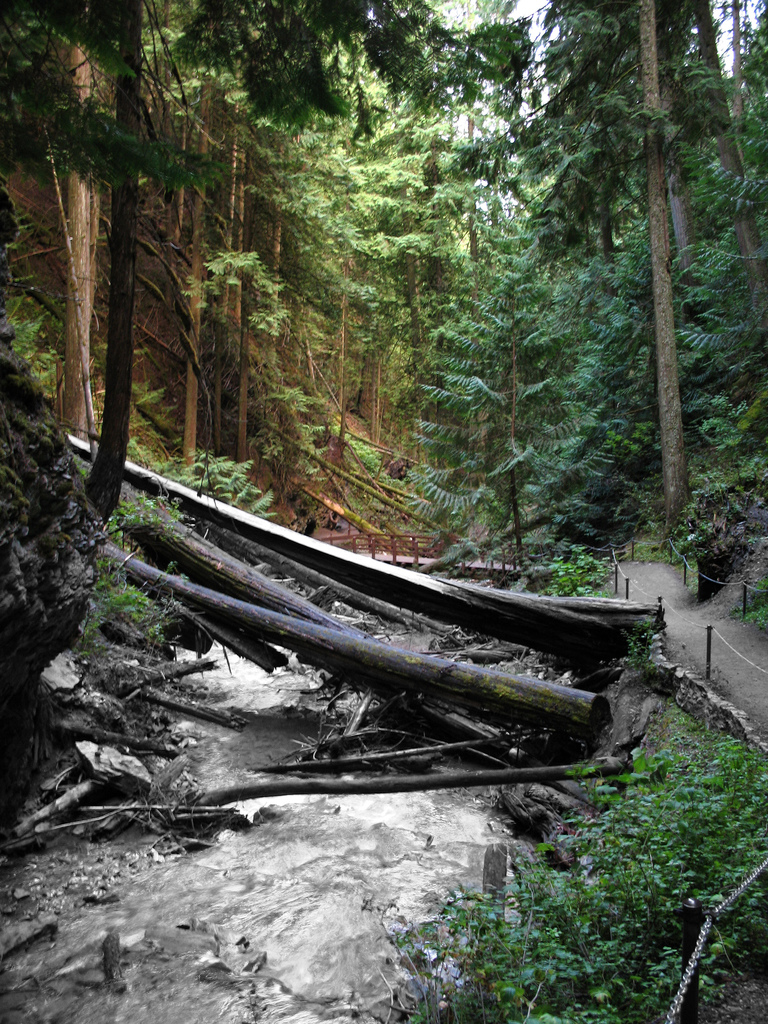
Waldgebiet am Reinecker Creek oberhalb der Margaret Falls

Innerhalb des Ökosystems von British Columbia wird das Gebiet, in welchem der Park liegt, der Moist Warm Subzone der Interior Douglas-fir Zone zugeordnet. Hier wächst neben der Douglasien auch der Riesen-Lebensbaum und Papier-Birke. Diese biogeoklimatischen Zonen zeichnen sich durch das gleiche bzw. ein sehr ähnliches Klima und gleiche oder ähnliche biologische sowie geologische Voraussetzungen aus. Daraus resultiert in der jeweiligen Zonen dann ein sehr ähnlicher Bestand an Pflanzen und Tieren.
Die Bäume hier im Park gehören nach vergangener holzwirtschaftlicher Nutzung nicht mehr zum ursprünglichen Bewuchs, sondern sind sogenannter Sekundärwald. Der Wald hat allerdings auch hier einen Unterwuchs aus Farnen und anderen Gewächsen. So findet sich hier das Dolden-Winterlieb und die Erlenblättrige Felsenbirne. Ebenfalls findet sich im Park das bedrohte Rocky Mountain Sedge (Carex backii), ein Sauergrasgewächs. Den in weiten Teilen der Provinz verbreiteten Pazifischen Blüten-Hartriegel, die Wappenpflanze von British Columbia, findet man hier ebenso.
Der See ist reich an Fischen, vertreten ist hier vorrangig der Rotlachs (englisch Sockeye). Die Fische locken Fischadler und Weißkopfseeadler an. Im Park finden sich hauptsächlich Kleinnager und Kleinsäugetiere wie das Douglas-Hörnchen, während im nur dünn besiedelt Hinterland des Parks sich auch Schwarzbären, Luchse und Pumas finden. Viele Vogelarten sind im Parkgebiet heimisch. Darunter auch der Wappenvogel British Columbias, der Diademhäher. Insgesamt gibt die Parkverwaltung an, würden im Gebiet etwa 70 verschiedene Vogelarten leben.

## Management
Der Park wird touristisch vermarktet. Die besonderen touristischen Attraktionen des Parks sind zum einen der Shuswap Lake und zum anderen der Reinecker Creek Canyon mit den Margaret Falls. Auch ist der Park insgesamt mit zahlreichen, überwiegend  relativ leichten, Wanderwegen durchzogen. Besonders die Seelage macht den Park bei Familien beliebt. Der See bietet sich für alle Wassersportarten an.
Neben einem Picknickbereich hat der Park 119 (teilweise reservierbare) Stellplätze für Wohnmobile und Zelte und verfügt über mehrere, mit Duschen ausgestattete, Sanitäranlagen.